# Pre-mRNA
pre-mRNA (hnRNA, heterogenny jądrowy RNA) – RNA będący bezpośrednim produktem transkrypcji u eukariontów, najczęściej zawierający oprócz eksonów również introny (niekodujące sekwencje nukleotydów).
Introny są usuwane w procesie dojrzewania (splicingu). Po ich wycięciu, dołączeniu guanylowej czapki na końcu 5' łańcucha i sekwencji poli-A (ogona) na końcu 3' łańcucha powstanie właściwy mRNA, biorący udział w translacji.
Modyfikacje hnRNA prowadzące do powstania mRNA nazywa się obróbką posttranskrypcyjną.